# Sint-Michielskerk (Brugge)

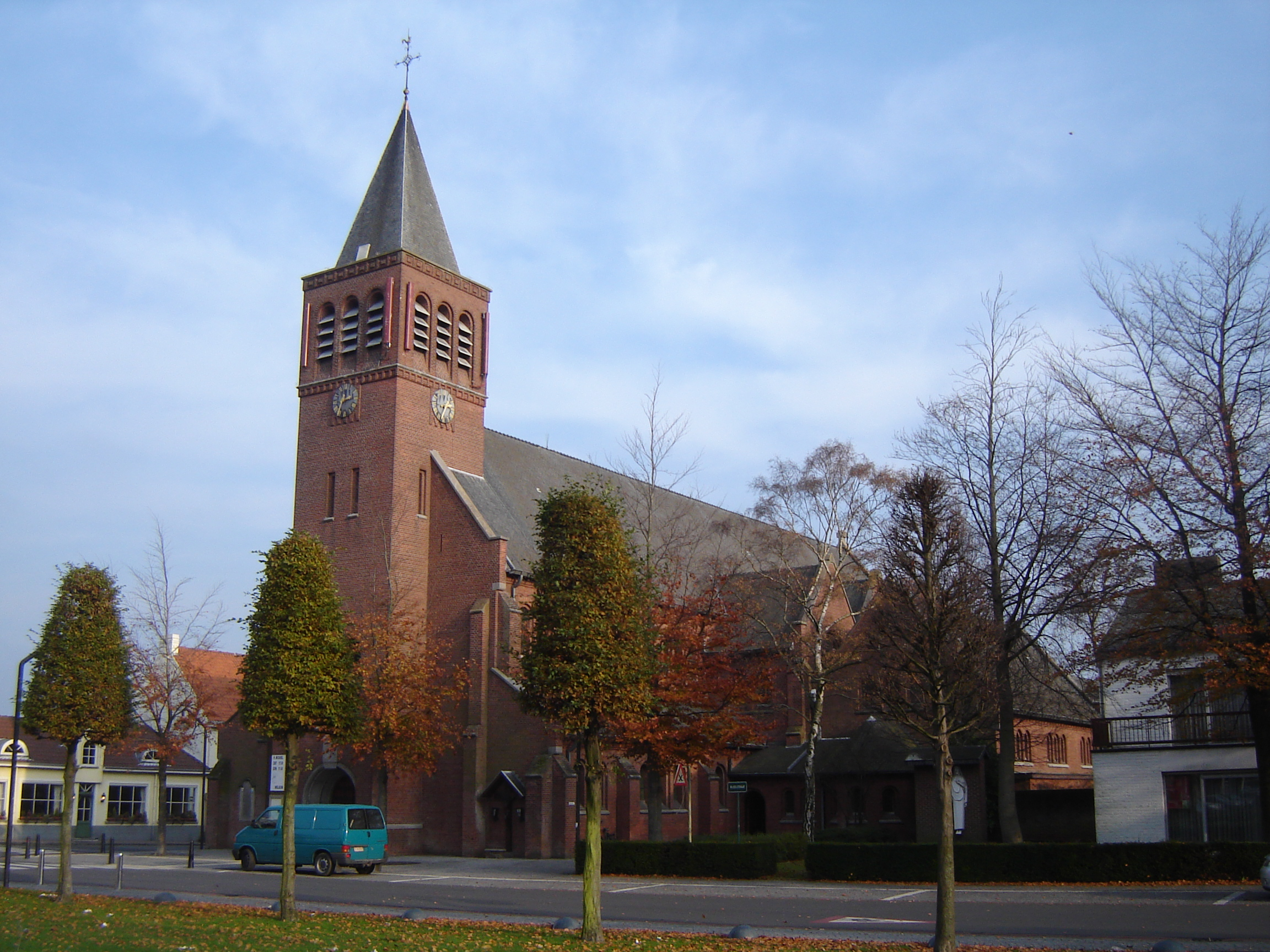
Sint-Michielskerk

De Sint-Michielskerk is een parochiekerk in de tot de West-Vlaamse stad Brugge behorende deelgemeente Sint-Michiels, gelegen aan de Rijselstraat.

## Geschiedenis
Een kerk werd na 962 gebouwd op de plaats van het tegenwoordige kerkhof. In 1029 werd deze kerk afhankelijk van het Sint-Donaaskapittel te Brugge. Op last van de Calvinistische republiek Brugge, welke in 1578 werd ingesteld, werden alle grote gebouwen rond Brugge, en ook de Sint-Michielskerk, afgebroken. Van 1611-1612 werd een kleine houten kerk gebouwd. Deze werd in 1674 afgebrand, nu door Franse troepen. Tussen 1711 en 1716 werd een nieuwe parochiekerk gebouwd. Deze werd in 1863 gesloopt, omdat ze te klein was geworden. Een nieuwe neogotische kerk werd gebouwd, naar ontwerp van Pierre Buyck.
De huidige kerk werd gebouwd nadat de neogotische voorganger op 29 mei 1944 door Amerikaanse bombardementen was verwoest. De huidige kerk werd gebouwd van 1950-1954 naar ontwerp van architect A. Nolf. Het is een driebeukige hallenkerk met halfingebouwde toren, een pseudotransept en een vlak afgesloten koor. De stijl heeft enige neoromaanse kenmerken.